# Guam FA Cup
Der Guam Football Association Cup (kurz: Guam FA Cup oder GFA Cup) ist der Pokalwettbewerb des US-amerikanischen nichtinkorporierten Territoriums Guam und bildet neben der Guam League einen der zwei größten Fußballwettbewerbe des Territoriums. Das Turnier, an dem aktuell (Stand: GFA Cup 2017) 32 Mannschaften teilnehmen, wurde im Jahre 2008 zum ersten Mal ausgetragen. Erfolgreichstes Team in diesem Wettbewerb sind die Quality Distributors, sowie Guam Shipyard mit sechs Finalteilnahmen, davon vier Siegen.

## Geschichte
Der erste Guam FA Cup wurde im Jahre 2008 unter dem Sponsornamen Shirley’s GFA Cup ausgetragen; Sponsor war hierbei das seit 1983 existierende Shirley’s Restaurant bzw. der Shirley’s Coffee Shop vier Standorten auf Guam. Das erste Finale wurde von den Quality Distributors, die zu diesem Zeitpunkt gerade amtierender Meister waren, mit 1:0 über die IT&E Crushers gewonnen. In den nachfolgenden Jahren entwickelte sich die Mannschaft zu einer der erfolgreichsten des gesamten Territoriums. So war die Mannschaft bis 2013 in jedem Pokalfinale vertreten, wobei es das Team auf insgesamt vier Pokalsiege brachte und zweimal nur knapp unterlag. In ebendieser Zeit entwickelte sich auch Guam Shipyard zu einem ebenbürtigen Gegner, wobei die Mannschaft nach einer sieglosen Finalteilnahme im Jahre 2009 in den Jahren 2010 und 2012 die Quality Distributors im Finale besiegen konnte. 2015 folgte der dritte Erfolg und ein Jahr später stand man erneut im Finale, hierbei jedoch abermals sieglos. Erst in den letzten Jahren konnte sich mit dem Rovers FC eine weitere Mannschaft im guamischen Fußballpokal etablieren. Das Team gewann in den Jahren 2014 und 2016 den Wettbewerb. Die Sponsorennamen des Pokals änderten sich seit Beginn der Austragungen im Jahre 2008 beinahe jährlich. Auf den Shirley’s GFA Cup im Jahre 2008 folgte der Cars Plus GFA Cup 2009 und 2010 oder der Beck’s GFA Cup 2011. Im Jahre 2016 war die Bank of Guam für das Sponsoring verantwortlich, weshalb das Turnier unter dem Namen Bank of Guam GFA Cup lief.

## Endspiele im Überblick
| Datum         | Sieger                   | Ergebnis              | Finalist             |
| ------------- | ------------------------ | --------------------- | -------------------- |
| 3. Mai 2008   | Quality Distributors     | 1:0                   | IT&E Crushers        |
| 6. April 2009 | Quality Distributors     | 3:1 n. V.             | Guam Shipyard        |
| 28. März 2010 | Guam Shipyard            | 4:3                   | Quality Distributors |
| 19. Juni 2011 | Quality Distributors     | 2:1                   | Cars Plus FC         |
| 6. Mai 2012   | Guam Shipyard            | 4:3 n. V.             | Quality Distributors |
| 15. Juni 2013 | Quality Distributors     | 2:1                   | Espada               |
| 25. Mai 2014  | Rovers FC                | 4:3                   | Espada               |
| 31. Mai 2015  | Guam Shipyard            | 1:1 n. V. (5:3 n. E.) | Paintco Strykers     |
| 31. Mai 2016  | Rovers FC                | 2:1                   | Guam Shipyard        |
| 29. Mai 2017  | Guam Shipyard            | 4:1                   | Rovers FC            |
| 30. Juni 2018 | Bank of Guam Strykers FC | 5:1                   | Rovers FC            |
| 26. Mai 2019  | Bank of Guam Strykers FC | 5:1                   | Rovers FC            |

## Rangliste der Sieger und Finalisten
| Rang | Klub                                        | Siege | Jahr(e)                | FT |
| ---- | ------------------------------------------- | ----- | ---------------------- | -- |
| 1    | Quality Distributors                        | 4     | 2008, 2009, 2011, 2013 | 06 |
|      | Guam Shipyard                               | 4     | 2010, 2012, 2015, 2017 | 06 |
| 3    | Rovers FC                                   | 2     | 2014, 2016             | 05 |
| 4    | Paintco Strykers / Bank of Guam Strykers FC | 2     | 2018, 2019             | 03 |
| 5    | Espada                                      | 0     | 0                      | 02 |
| 6    | IT&E Crushers                               | 0     | 0                      | 01 |
|      | Cars Plus FC                                | 0     | 0                      | 01 |